# Cần trục tháp

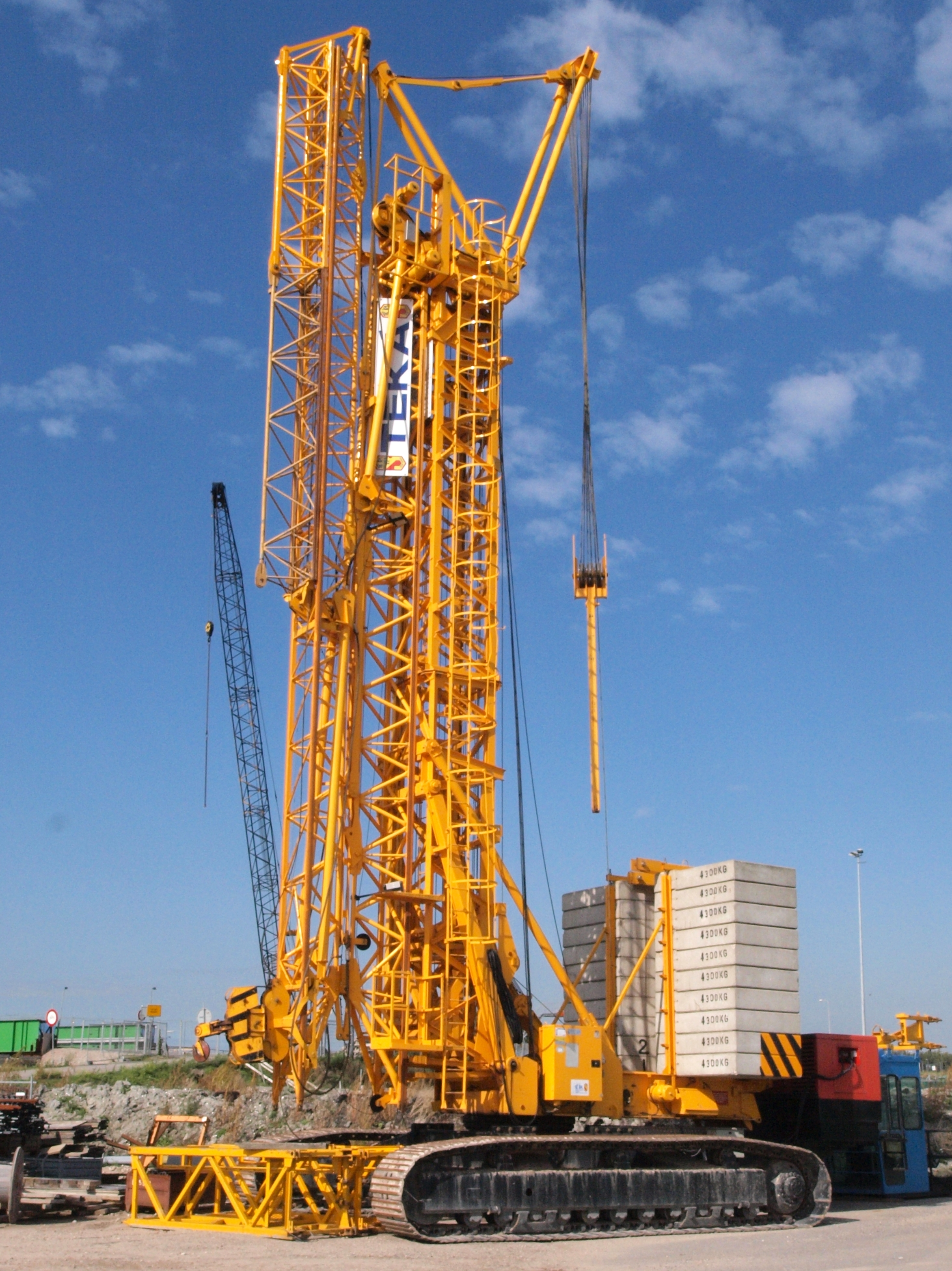
Cần trục tháp bánh xích Potain GTMR.

Cần trục tháp hay còn gọi là cẩu tháp, đây là loại cần trục có bộ phận thân tháp lắp ráp từ các đoạn tháp rời tăng dần theo chiều cao của công trình, có tầm với rất lớn (có thể đến 50 m). Thường được dùng trong xây dựng cao ốc và các công trình xây dựng lớn.

## Cấu tạo chung

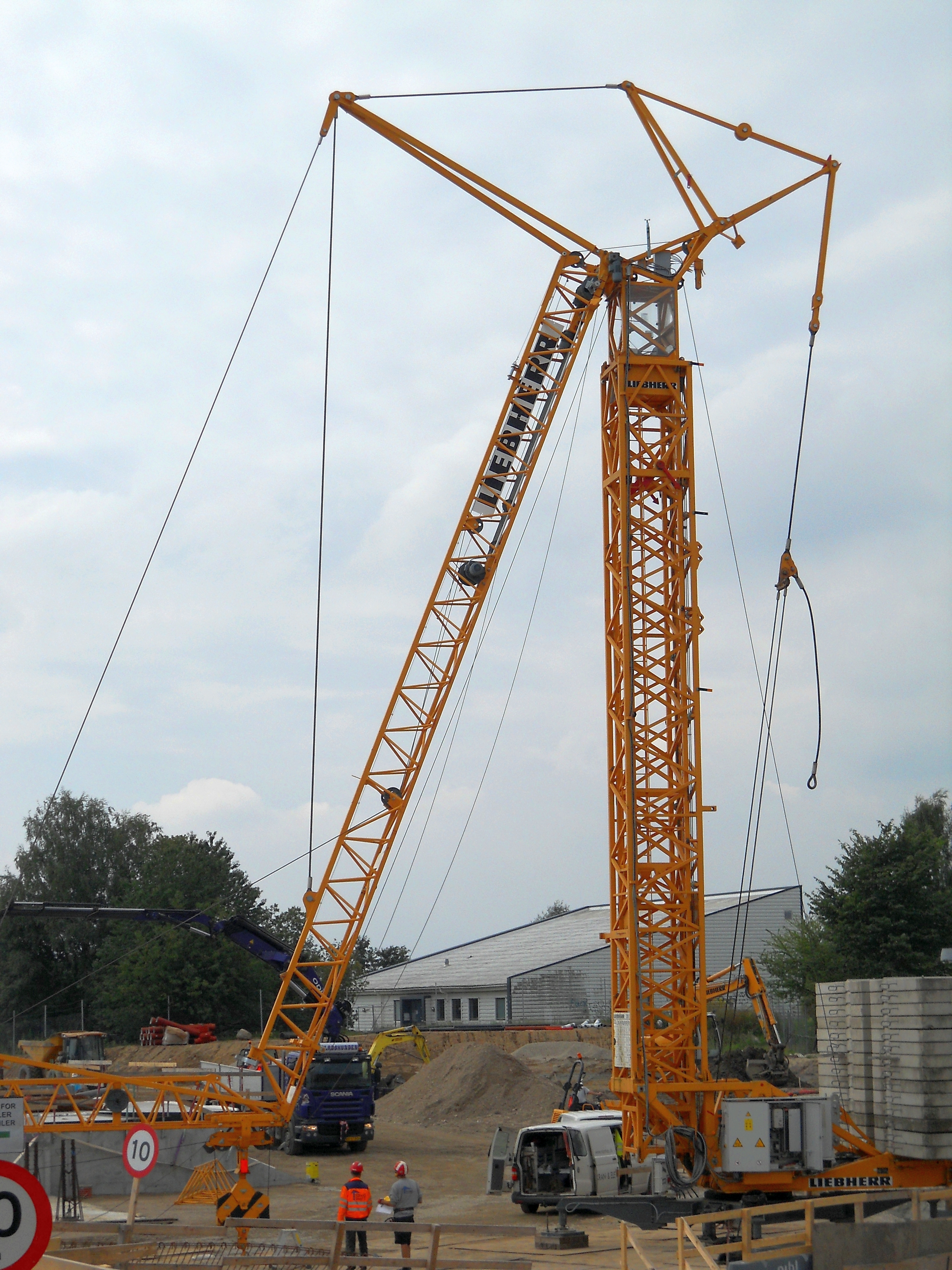
Cần trục tháp đế tháp cố định tự lắp họ GTMR.

Cần trục tháp có một thân tháp cao từ 30 m đến 75 m. Phía gần đỉnh tháp có gắn cần dài 12 m đến 50 m bằng chốt bản lề. Một đầu cần còn lại được treo bằng cáp hoặc thanh kéo đi qua đỉnh tháp.
Cấu tạo chung gồm 2 phần:
- Phần quay bố trí các cơ cấu công tác gồm: tời nâng vật, tời nâng cần, tời kéo xe con, cơ cấu quay, đối trọng, trang thiết bị điện và các thiết bị an toàn.
- Phần không quay có thể đặt cố định trên nền hoặc có khả năng di chuyển trên ray nhờ cơ cấu di chuyển

Tất cả các cơ cấu của cần trục đều được điều khiển từ cabin treo trên cao gần đỉnh tháp.

## Công dụng
Được dùng để vận chuyển vật liệu xây dựng và các cấu kiện xây dựng lên cao. Cần trục tháp được lắp ráp từ các cấu kiện, trong các công trình xây dựng có độ cao lớn hơn, khối lượng công việc lớn và trong một thời gian thi công dài. Thường được sử dụng để thi công nhà cao tầng, trụ cầu lớn, công trình thủy điện.

## Phân loại
Dựa trên đặc điểm làm việc của thân tháp thì cần trục tháp được chia làm hai loại:
- Cần trục tháp có thân tháp quay
- Cần trục tháp có thân tháp không quay (đầu tháp quay)

Dựa vào dạng cần, chia hai loại:
- Cần trục tháp có cần nâng hạ
- Cần trục tháp có cần đặt nằm ngang

Dựa vào khả năng di chuyển:
- Cần trục tháp đặt cố định
- Cần trục tháp di chuyển trên ray

Dựa vào khả năng thay đổi độ cao, có các loại sau:
- Cần trục tháp tự nâng, tăng dần độ cao bằng cách nối dài thêm thân tháp
- Cần trục tháp tự leo, cần trục leo dần lên cao theo sự phát triển độ cao của công trình
- Cần trục tháp không thay đổi được độ cao

### Cần trục tháp có thân tháp quay

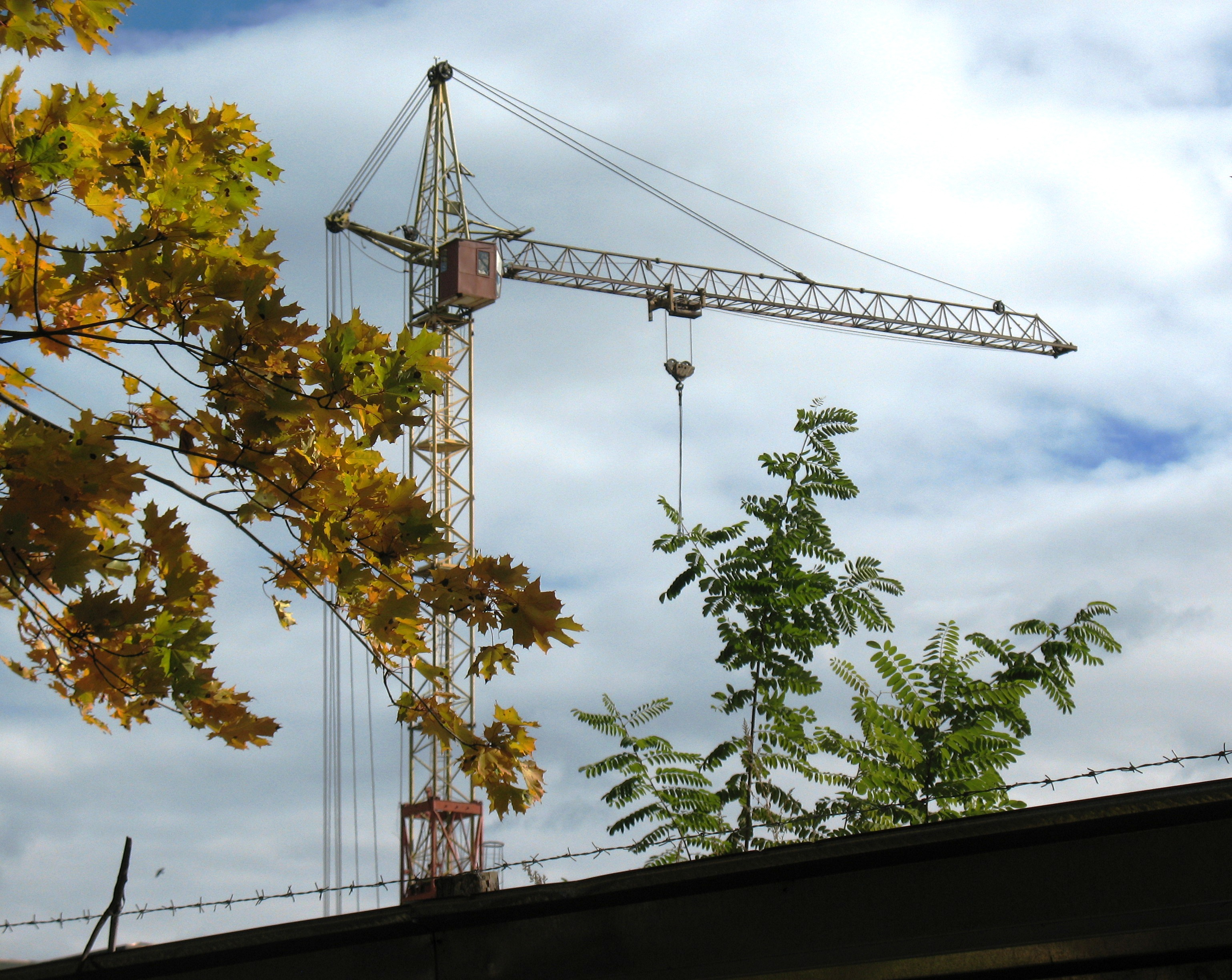
Cần trục tháp có thân tháp quay kiểu КБ-401.

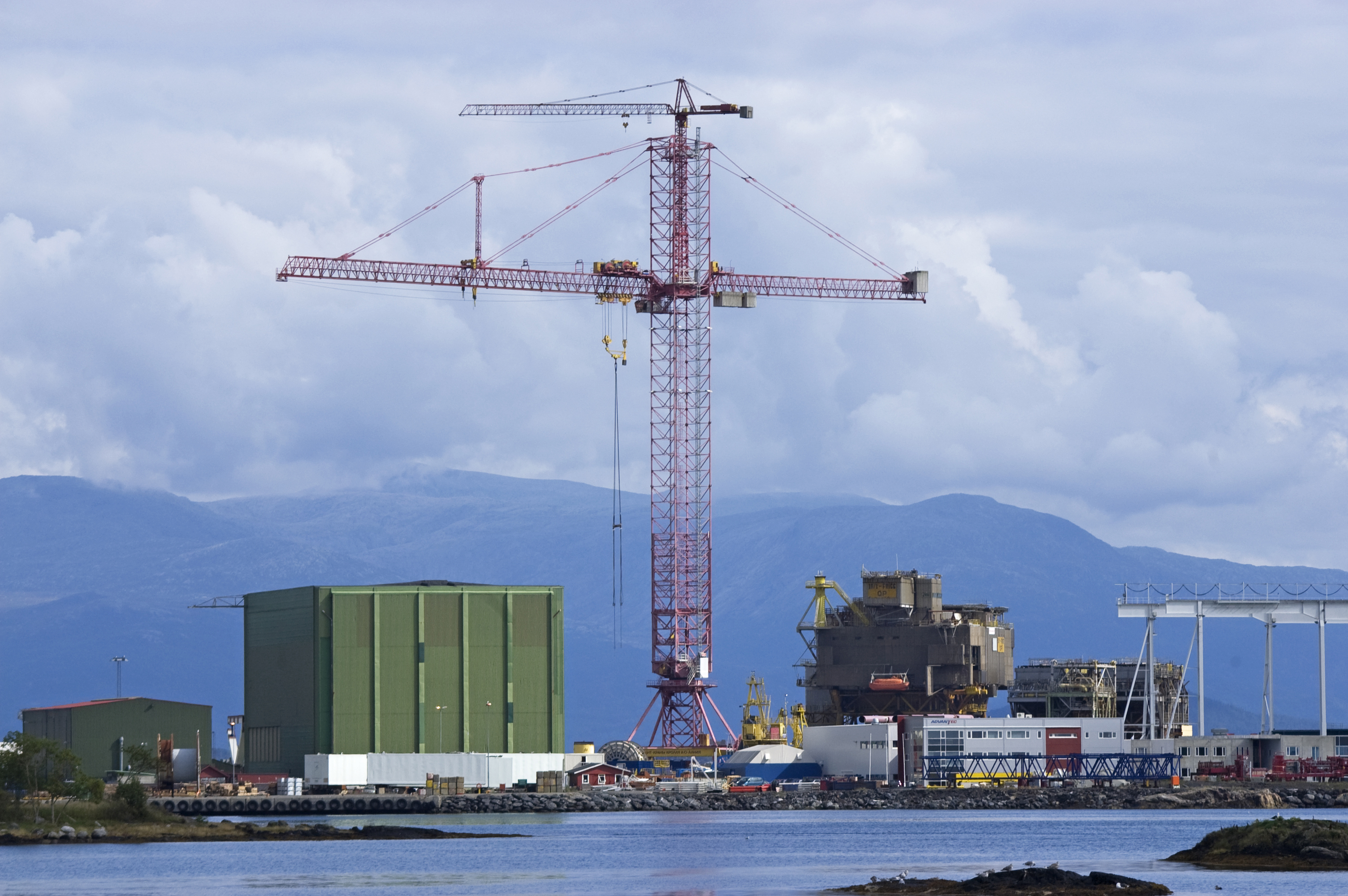
Siêu cẩu tháp có thân tháp quay kiểu К-10000.

Cần trục tháp có thân tháp quay, là loại cần trục tháp đặt rời khỏi công trình, mà không neo thân tháp vào công trình, do tháp phải quay. Đồng thời cơ cấu mâm quay cũng phải hạ thấp xuống dưới chân tháp. Loại này có thể đứng cố định một chỗ khi cẩu lắp, nhưng cũng có thể di chuyển trên mặt đất xung quanh công trình bằng cơ cấu bánh xích hay bánh lốp hoặc di chuyển tịnh trên ray (họ КБ, họ GTMR) tịnh tiến dọc theo công trình (đế cần trục tháp di chuyển thì kém ổn định hơn đứng cố định một chỗ). Do không neo vào công trình nên loại cần trục tháp này kém ổn định. Để tăng tính ổn định cho loại cần trục này, thì đối trọng của chúng thường phải được bố trí thấp xuống, hạ thấp trọng tâm máy khi hoạt động. Cấu tạo cơ bản của loại này gồm: Dưới cùng là đế cần trục, có thể đứng cố định một chỗ hay di chuyển song song mặt đất. Ngay trên là mâm quay đỡ toàn bộ phần quay trên mặt bằng, của cần trục. Trên mâm quay là bàn máy có đặt thân tháp dựng đứng ở một bên tâm cần trục (trục đi qua tâm mâm quay), và đối trọng ở bên còn lại qua tâm cần trục. phía đỉnh tháp có tay cần gắn trụ tháp bằng khớp nối cần, cùng cabin (buồng lái) và bu ly treo cần trên đỉnh cần. Tay cần được treo bởi cáp treo tay cần qua bu ly treo cần và neo vào giá đối trọng. Tay cần luôn quay theo tháp mỗi khi thân tháp quay. Cũng bởi tính ổn định kém khi hoạt động nên chiều cao của thân tháp bị hạn chế trước bởi thiết kế chế tạo, mà không có thể thay đổi tùy ý theo chiều cao công trình như loại cần trục neo tháp vào công trình. Tay cần và đặc biệt là trụ thân tháp được lắp sẵn khi chế tạo không có thể khuếch đại thêm các đốt khi hoạt động. Một số trong số các cần trục tháp loại này (là cần trục tháp họ GTMR), thì các đốt thân tháp cũng như các đốt tay cần gập lại được xếp gọn trên bệ máy, được kéo bởi xe kéo, mỗi khi không hoạt động mà được vận chuyển trên đường giao thông. Một số khác thì thân tháp được cấu tạo là hệ ống lồng thụt thò (dạng ống tele, Telescopic crane), đảm bảo nâng hạ chiều cao trụ thân tháp trong phạm vị nhất định được khống chế trong thiết kế chế tạo. Một số loại cần trục này có khả năng nâng hạ độ cao nâng bằng các quay nghiêng tay cần quanh khớp quay tay cần (tay cần nghiêng), nhưng gặp một hạn chế là độ cao nâng gia tăng bởi góc nghiêng tay cần tỷ lệ nghịch với tầm với của cần trục.
Cần trục tháp có thân tháp quay, do đặc điểm cấu tạo hạn chế về chiều cao tháp để tăng ổn định nên thường không thích hợp cho phục vụ nhà siêu cao tầng. Chúng thường thích hợp cho thi công các công trình thấp tầng hay nhà nhiều tầng số tầng không lớn. Bù lại một số trong số chúng có khả năng di chuyển quanh công trình hay dọc theo công trình nên chúng thích hợp cho thi công các công trình có dạng chạy dài, như nhà nhiều tầng nhiều đơn nguyên.
Đối với loại cần trục tháp tháp quay di chuyển trên ray thì phạm vi hoạt động của chúng có dạng mặt bằng hình ô van, với 2 đầu là 2 nửa hình tròn bán kính Rmax tâm là các vị trí đứng ở 2 đầu của đoạn đường ray công trường, vùng giữa của phạm vi hoạt động là vùng mặt bằng hình chữ nhật có chiều dài là khoảng cách giữa 2 vị trí đứng của cần trục tại 2 đầu đoạn ray công trường và bề rộng vắt đều qua mỗi bên trục ray một khoảng tầm với lớn nhất Rmax.

### Cần trục tháp đầu quay (tháp neo vào công trình, cố định trên mặt bằng)

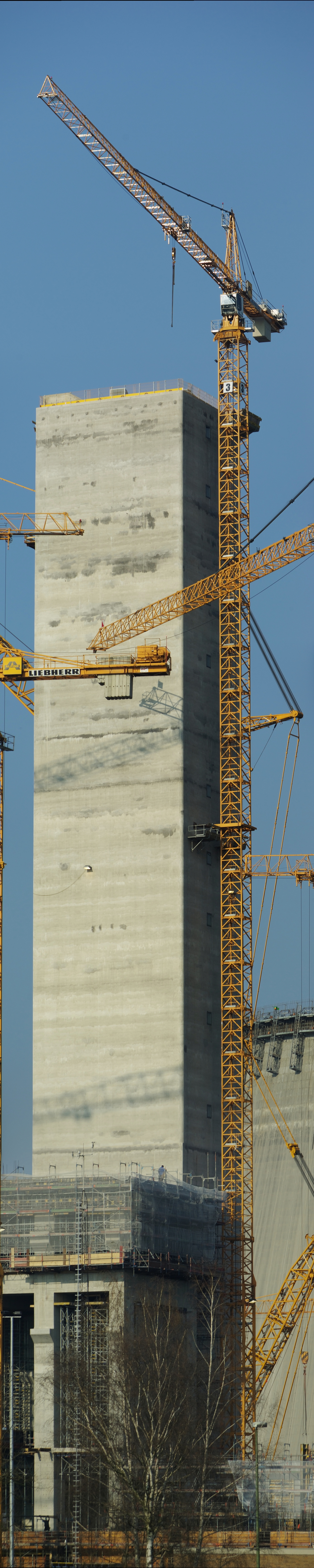
Cần trục tháp đầu quay neo vào công trình.

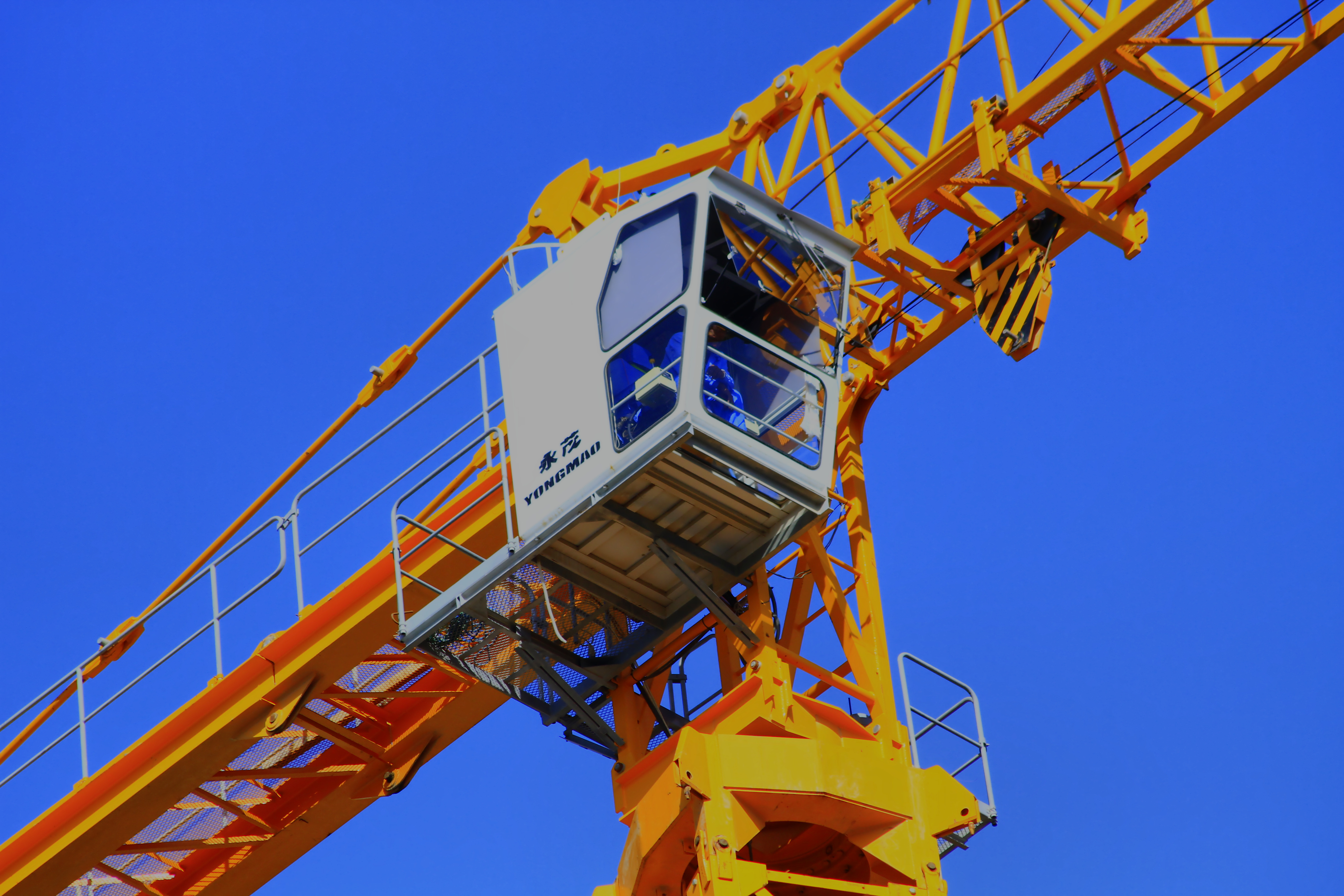
Buồng lái cùng phần đầu quay của cần trục tháp đầu quay.

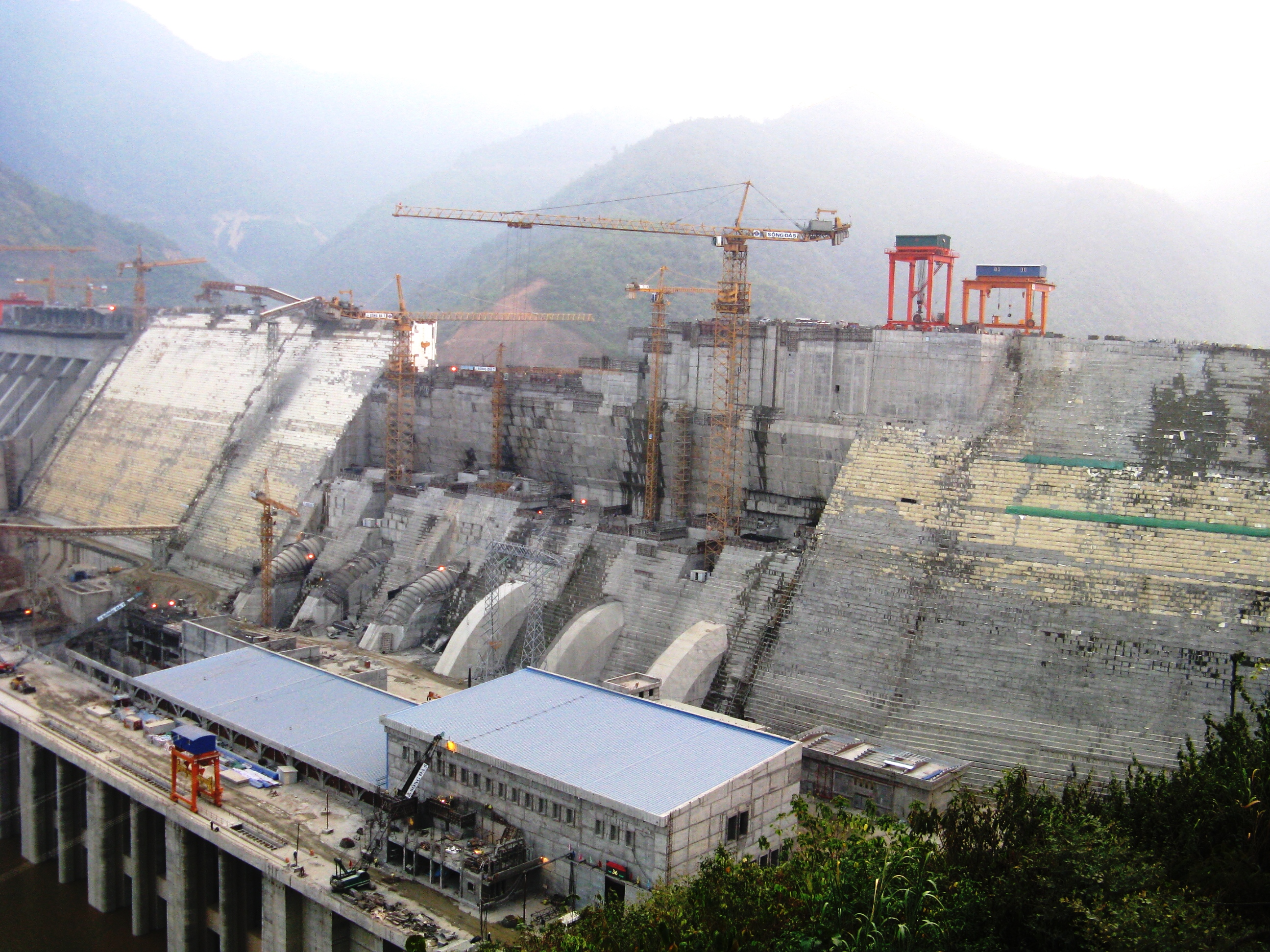
Cần trục tháp đầu quay hoạt động trên công trường Thủy điện Sơn La năm 2010.

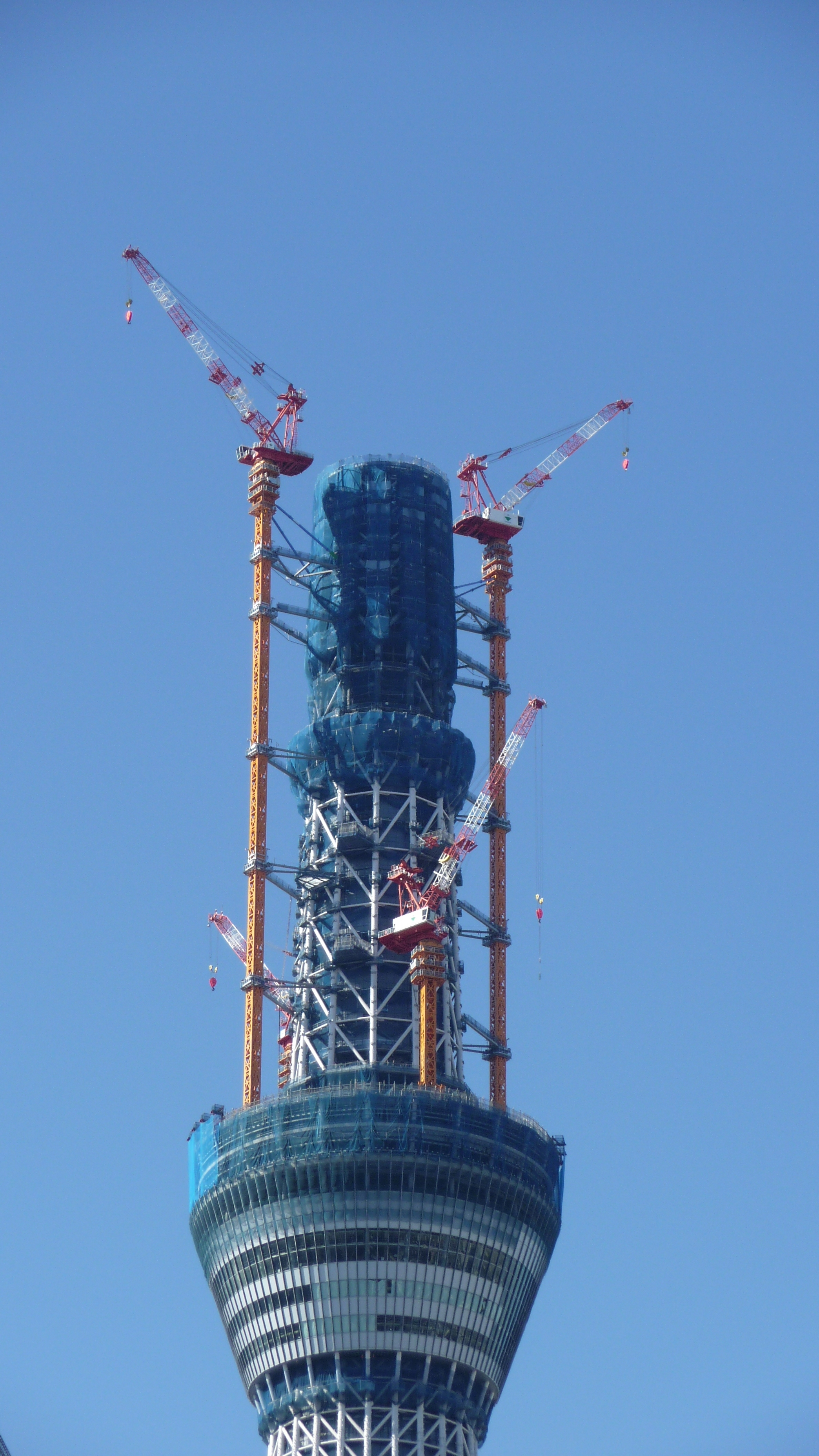
Cần trục tháp đầu quay neo vào công trình, xây dựng tòa tháp Tokyo Skytree.

Cần trục tháp đầu quay thường được chế tạo với tay cần nằm ngang, khi đó phải dùng cơ cấu xe con di chuyền trên tay cần để thay đổi tầm với. Tuy nhiên, cũng vẫn có loại cần trục tháp đầu quay thay đổi tầm với cùng độ cao nâng bằng cách quay nghiêng cần một góc nghiêng cần so với phương nằm ngang, quanh khớp quay tay cần nối với thân tháp.
Do thân tháp được neo vào công trình, việc đảm bảo ổn định cho cần trục khi hoạt động tốt hơn cần trục tháp thân tháp quay. Vì thân tháp cố neo cố định vào công trình không thể quay được nên mâm quay cùng các phần quay được của cần trục phải đặt trên cao tại đỉnh thân tháp. Cấu tạo của phần quay của cần trục bao gồm: Mâm quay có tâm trùng với tâm trụ tháp (trục máy). Bên trên mâm quay là 2 tay cần đặt ở 2 phía đối diện của trục máy là tay cần đối trọng và tay cần chính nâng vật cẩu. Trên đỉnh cao nhất nối dài của thân tháp phía trên mâm quay là bu-ly đỡ cáp treo cần chính. Cáp treo cần treo cần chính vắt qua bu-ly treo cần để neo vào đối trọng đặt trên cao tại đầu mút tay cần đối trọng. Buồng lái (cabin) được treo cùng phía với tay cần chính tại phần trên mâm quay.
Phần thân và đế cần trục tháp kiểu đầu quay có thể ở 2 dạng bố trí cố định trên mặt bằng:
- Dạng bố trí bên cạnh công trình, nối dần các đốt theo suốt chiều cao và neo dần vào các tầng kết cấu công trình xây dựng đã được thi công xong. Dạng này có thể nối không giới hạn các đốt thân tháp cùng loại để đáp ứng chiều cao công tác của cần trục trong thi công mỗi tầng nhà kể cả tầng mái. Điều này làm cho cần trục tháp có thể thi công được các nhà siêu cao tầng mà không phụ thuộc vào thiết kế chế tạo sẵn của cần trục. Việc nối dài chiều cao thân tháp được thực hiện ngay trong giai đoạn cần trục tháp đang hoạt động, sau khi thi công xong một tầng kết cấu của nhà hay công trình (tương ứng với chiều cao của vài đốt thân tháp). Để khuếch đại chiều cao thân tháp thì cần một đốt khuếch đại có cấu tạo là một đốt kép lồng vào nhau, vỏ của đốt kép này là hệ khung kích thủy lực (4 kích 4 góc) có hành trình piston bằng chiều cao một đốt thân tháp thường. Để đảm bảo nối dài tùy ý các đốt thân tháp, thì đốt khuếch đại chiều cao thân tháp phải là đốt trên cùng gần mâm quay, vị trí mà tải trọng dồn lên kích nâng thân tháp luôn được khống chế trước là bằng trọng lượng phần đầu quay của cần trục tháp. Tại thời điểm nâng cao thân tháp, các kích thủy lực của đốt khuếch đại tịnh tiến lên cao 1 hành trình piston, rồi cần trục tháp tự cẩu một đốt thân tháp thông thường đặt vào bên trong hệ khung kích nâng thân tháp. Sau khi liên kết đốt thân tháp mới vào thân tháp, thì hệ khung kích nâng tháp thu ngắn piston vào trong xi-lanh và tiến lên cao khoảng một đốt thân tháp. Dạng cần trục tháp neo bên công trình này, đế tháp được chôn vào đế móng cố định trên mặt đất hay vào kết cấu sàn tầng cơ sở dưới thấp.
- Dạng thứ hai là cần trục tháp tự leo trong lồng thang máy bên trong mặt bằng công trình.